# Leghata
Leghata là một đô thị thuộc tỉnh Boumerdès, Algérie. Dân số thời điểm năm 2002 là 11.884 người.